# Serigne Moustapha Sy
Cheikh Mouhamadou Moustapha Sy dit Al-Mourchid, né le 10 juin 1952 à Tivaouane, fils de Serigne Cheikh Al-Maktoum et de Sokhna Safiétou Deme, fille d'El Hadji Amadou Dème, est le responsable moral du Dahiratoul Moustarchidina Wal Moustarchidaty (DMWM) (Cercle des hommes et des femmes à la quête de la bonne direction), et président du Parti de l'Unité et du Rassemblement - PUR.
Sa réputation dans la sphère religieuse a fait de lui une figure publique importante au Sénégal rivalisant avec les personnalités de l'élite politique traditionnelle.
La Dahiratoul Moustarchidina Wal Moustarchidaty s'inscrit dans un ensemble de nouveaux mouvements islamiques au Sénégal qui demeurent liés à leur confrérie d'origine mais s'en distinguent par une forte tendance à la politisation. Ils s'adressent aux jeunes, auxquels ils promettent une « renaissance identitaire», et veulent « réislamiser la société par le bas ».
Serigne Moustapha Sy a été emprisonné de septembre 1993 à septembre 1994, et les activités du mouvement des Moustarchidina Wal Moustarchidaty ont été interdites sur le territoire national par le Gouvernement d'Abdou Diouf en 1994. Cette mesure administrative fut levée en 1996.

## Études
Serigne Moustapha n'a pas suivi d'études universitaires ni mêmes scolaires. Il n'a ni diplôme, ni qualification attestée par les structures modernes d'enseignement ; il n'a fréquenté ni l'école française, ni l'école moderne arabo-musulmane,. Il le dit lui-même à l'occasion de ses causeries.
Cette absence de parcours académique ne signifie pas qu'il n'a suivi aucune formation ; il a bénéficié d'une initiation religieuse à Tivaouane dans le cercle familial. Il s'agissait vraisemblablement d'un choix de ses parents et grands-parents qui voulaient préserver chez lui et chez son frère aîné Serigne Mansour Sy, l'authenticité de l'enseignement de la confrérie religieuse ou la zawiya de Tivaouane, implantée par son arrière grand-père El Hadji Malick Sy et présentée par Paul Marty comme étant « une véritable université populaire ».
De cette école de Tivaouane, il acquit les connaissances qui lui permettent d'aborder les sujets actuels et historiques, relatifs au monde occidental, oriental ou africain.
Dans un article de presse, il est présenté comme quelqu'un qui :

« Déboulonne Descartes, démonte Voltaire, critique Montesquieu, psalmodie Pierre de Ronsard , décomplexe Léopold Sedar Senghor, se défoule sur la Négritude et la Négro Renaissance, nargue Heidegger, remet Jean-Paul Sartre à l’ordre, corrige Albert Camus, conforte Roger Garaudy, cite Ibn Arabi, parle de Al-Ghazali ou convoque Abdel al-Karim Al-Jili. »

— Serigne Moustapha Sy, Serigne Mouhammadou Moustapha Sy : Responsable moral du Dahiratoul Moustarchina Wal Moustarchidaty, Génie du Verbe et de l’Esprit.
Cette vision plus ou moins élogieuse de la culture de Moustapha Sy peut être relativisée par les propos de l'anthropologue Fabienne Samson qui affirme que :

« Moustapha 
Sy ne fait que des citations succinctes, tire des petites phrases (parfois juste quelques mots) d’auteurs qu’il introduit dans son discours afin de justifier 
ses théories, sans pour autant expliquer la véritable thèse de l’auteur, ni replacer la citation dans son contexte. Ce sont des références qui donnent 
du poids à son propre discours, lui apportant un aspect savant mais elles n’amènent pas d’idée nouvelle à développer. Le plus souvent même, le nom 
d’un auteur est cité sans qu’aucune référence originale ne soit donnée, ne permettant pas ainsi à l’auditoire de rechercher si la citation est réellement 
de l’auteur avancé. »

— Fabienne Samson
Fabienne Samson reconnaît quand même les aptitudes de Serigne Moustapha à bien structurer son discours :

« ses discours alliant le Français, l’Arabe 
(surtout le Coran) et le Wolof sont habituellement très bien construits et 
sont la preuve que Moustapha Sy est doté d’une forte capacité à bâtir ses 
démonstrations. C’est ce qui le rend si attachant pour ses fidèles. »

— Fabienne Samson

## Acteur culturel
Très tôt, Serigne Moustapha, avec son frère Serigne Mansour s'impliquent dans des activités culturelles, en proposant des spectacles à travers une association qu'ils ont eux-mêmes fondée (ASCA - Association Sportive et Culturelle des Arabisants), un mouvement de jeunes dépendant de l'association éducative islamique,.
Cet engagement dans les activités culturelles leur valu un trophée national du théâtre populaire dans les années 1970.

## Homme religieux
Fils de Serigne Cheikh, petit-fils de Serigne Babacar et arrière petit-fils d'El Hadji Malick, réputés pour leurs activités religieuses, Serigne Moustapha s'inscrit dans le sillage de ses ascendants. Toutefois son engagement est singulier à plus d'un titre. Il cible un public urbain et jeune, qu'il veut convaincre des méfaits de la vie citadine moderne. Moustapha Serigne est le «promoteur
d'un islam total qui englobe l'ensemble de la vie des fidèles, il s'engage pour la réislamisation du Sénégal et la transformation du territoire, citadin notamment, en un espace islamisé.», selon l'anthropologue Fabienne Samson.

### Création ou Renaissance du DMWM
Des auteurs comme Villalon et autres situent la création du mouvement moustarchidine aux alentours des années 1980, mais la vérité est que cette période concerne plutôt la renaissance, mais la création du mouvement date de bien avant, précisément en 1973 selon Makhary Mbaye auteur d'un mémoire de maîtrise sur le thème « Naissance et évolution du Dahiratoul Moustarchidina Wal Moustarchidaty » soutenu en 2002 à l'Université Cheikh Anta Diop.
D'ailleurs, à l'occasion d'une interview Makhary déclare :

« Le mouvement Moustarchidine wal Moustarchidati est sorti du giron de la confrérie tidiane. C’est un mouvement qui a pris naissance dans la cour du khalife général Seydi Aboubacar Sy, dans les années 70. »

Selon Rassoul Keïta, un des pionniers du mouvement à Dakar, le DMWM est né à Tivaouane au début des années 1970. À l'entame c'était un mouvement de femmes et le nom Dahiratoul Moustarchidaty leur fut donné.

Fabienne Samson relate la création du DMWM en disant: 

« Le Dahiratoul Moustarchidina wal Moustarchidaty est un mouvement  islamique né dans les années 1970 à Tivaouane (ville située entre Saint-Louis et Dakar), dans l’une des plus importantes familles tidjanes du  Sénégal, la famille Sy. Les origines de sa création sont diverses selon les  discours tenus, tant par les fidèles eux-mêmes que par des universitaires ou  des journalistes. Les explications savantes sont rares, floues et  contradictoires (le problème n’a jamais été véritablement étudié  précisément) et les Moustarchidine rencontrés donnent tous leur propre  version des faits. Chacun s’approprie son histoire... »

Serigne Moustapha Sy confirme ces propos en disant qu'au début, il s'agissait d'une organisation de dix femmes dont la plupart étaient membres de la famille de Serigne Babacar SY. Cette organisation s'appelait « Groupe 10 ». Le problème, se désole le futur Responsable Moral, est que l'aspect religieux était quasiment inexistant dans le programme de ce groupe. C'est pourquoi il prit l'attache de sa cousine Sokhna Oumou Kalsoum Mbaye pour réorienter indirectement la vocation de ce groupe en les invitant à intégrer dans son programme l'aspect religieux.
C'est ainsi que le groupe évolua et organisa son premier gamou avec la participation de deux(2) hommes seulement: Lui Serigne Moustapha Sy en tant que conférencier et initiateur, et un autre dénommé Moustapha Fall. C'est à la suite de ce gamou que leur oncle, Serigne Abdoul Aziz, donna aux femmes le nom "Dahiratoul Moustarchidate".
Ces propos sont en conformité avec les déclarations de Serigne Abdou qui ajoutait qu'après l'intégration des hommes, et sur invite de Serigne Mansour, grand frère de Serigne Moustapha, il rebaptisa le mouvement en Dahiratoul Moustarchidina Wal Moustarchidaty (Mouvement des hommes et des femmes à la quête de la droiture),.
Seulement, ce mouvement Moustarchidine des années 1970 n’avait rien d’extraordinaire. Comme tout autre dahira de tivaouane de l’époque, ses activités ne sortaient pas du cadre local. Tout se limitait dans le cercle restreint des limites de ville...

#### Renaissance du mouvement
D'après Rassoul Keïta, le 20 février 1978, Serigne Cheikh Ahmed Tidiane Sy, le guide spirituel confirme le caractère officiel de ce  mouvement Moustarchidine Wal Moustarchidate. Et c'était à l'occasion du grand gamou de Tivaouane.
Par la suite, lors de la tenue d'une conférence publique à Keur Dieumb (Thiès) en 1979, Serigne Cheikh commente dans ces termes la crise internationale de mai 1968 et ses conséquences: « De l'année 1968 à l'année 1978, la jeunesse du monde semble avoir perdu dix années de son existence dans les mouvements de révoltes et de contestations ». Aussi invite-t-il les jeunes à une prise de conscience et à mettre à profit les dix années suivantes (1978-1988) pour rattraper le temps "perdu".
C'est en ce moment là que Serigne Moustapha, pour concrétiser la vision de son guide, décida de développer le DMWM à partir de la capitale Dakar, et précisément à Derklé.
Le développement consistait à implanter des sections sur tout le territoire national et à définir la structure administrative en créant des commissions, sous commissions et cellules. C'est dans ces péripéties que le titre de « Responsable Moral » lui fut attribué par une assemblée.

### La Da'wa
L'appel de Serigne Moustapha en direction des jeunes a pris une forme originale.
Au stade embryonnaire du DMWM, Serigne Moustapha déménage de son Tivaouane natal, pour s'installer à la capitale Dakar, précisément à Derklé. Cette initiative visait à impliquer le maximum de jeunes dans son projet.
Chaîne à musique en bandoulière et muni de tout un arsenal de cassettes musicales, le jeune marabout reprend les codes des membres de sa génération.
Ainsi, il parvient à capter l'attention en s'adaptant aux loisirs des jeunes, pour discuter avec eux des sujets qui les intéressent sans négliger l'aspect religieux,. De cette façon il en a rallié un certain nombre  à sa cause.

### Essor du DMWM
Moustapha Serugne tient un discours conservateur, moralisateur, qui présente les boîtes de nuit et bars comme des "lieux de perdition", condamne l'alcool, la drogue, les femmes aux mœurs "légères" qui finissent par s'adonner à la prostitution, et délaisser leurs enfants.
Le père de Serigne Moustapha, Al-Maktoum, et son grand-père Cheikhoul Al-Khalifa, comptaient déjà de nombreux disciples et sympathisants, Seigne Moustapha en gagne de nouveaux dans la société sénégalaise et la diaspora en utilisant divers canaux :
- Des conférences religieuses qui connaissent un succès populaire,
- Une organisation administrative qui couvre toutes les régions du Sénégal (des coordinations régionales jusqu'aux sections locales),
- Des programmes annuels qui ciblent des composantes essentielles de la société :

- 1987 : Année de la femme,
- 1989 : Année de la Jeunesse,
- 1990 : Année de l'Enfant.

### Synthèse et dissensions au sein du DMWM en 1988
Le discours de Serigne Cheikh en 1978 est à l'origine de la décision de Serigne Moustapha de concrétiser la vision de Serigne Cheikh, à savoir l'organisation de dix années de rattrapage. 1988 représente le dixième anniversaire de cette déclaration.
Alors, à l'occasion de la conférence de Keur Dieumb, traditionnel rendez-vous de Serigne Cheikh avec ses sympathisants, Serigne Moustapha prend la parole pour dresser le bilan de ses activités durant les dix dernières années.
À la suite de son discours, son oncle paternel, Serigne Abdoul Aziz Sy Junior prend la parole pour introduire Serigne Cheikh, mais profite de l'occasion pour parler de l'origine du DMWM et surtout de sa dénomination. Ainsi précise-t-il qu'à l'origine, «Dahiratou Moustarchidine Wal Moustarchidate», littéralement le "Mouvement des chercheurs et des chercheuses" était une organisation de femmes et c'est lui Serigne Abdou, qui leur avait donné la dénomination «Dahiratoul Moustarchidate» (Mouvement des chercheuses). C'est lorsque les hommes ont intégré le mouvement que la dénomination «Dahiratou Moustarchidine Wal Moustarchidate» fut adoptée...
Ainsi, se posa plus ou moins, la paternité du DMWM.
Toutefois, cette dissension n'en était pas vraiment une : Serigne Abdou a été un grand défenseur de Serigne Moustapha en plus d'être le frère biologique et disciple de son père. Lui-même, Serigne Abdou, affirmait sans cesse qu'il n'écoutait que Serigne Cheikh, et que celui-ci reste et demeure son professeur et éducateur.

### Le Colloque international sur la jeunesse musulmane
L'organisation en 1989 du Colloque international sur la jeunesse musulmane représente un fait marquant de la vie du mouvement. En effet, il s'agit d'une occasion pour le Responsable Moral de mieux faire connaître son mouvement en dehors des frontières du pays, mais aussi d'organiser des échanges culturels, des tables rondes et  débats d'idées pour mieux appréhender la situation présente des jeunes la oumma et leur avenir dans le concert international.
Le thème était: « La Jeunesse Musulmane, d'un Siècle à un autre ».
Vingt pays ont participé à ce colloque avec plusieurs organisations internationales dont l'Appel Mondial Islamique.
Le colloque sera présidé par le Président Abdou Diouf
En plus de la communauté internationale, toutes les sensibilités du pays sont invitées à y prendre part, sans distinction de religion. La communauté chrétienne a été représentée par le Cardinal Hyacinth Thiandoum, archevêque de Dakar.

### De la «disgrâce familiale» au soutien affirmé d'Al-Maktoum
Le religieux a toujours côtoyé le politique dans le discours de Serigne Moustapha. Alors, quelques jours avant les élections présidentielles de 1993, le DMWM organise une conférence sous le thème « L'islam, le Monde et Nous ».
Occasion saisie par Serigne Moustapha pour régler des comptes avec le pouvoir, particulièrement avec Abdou Diouf, qu'il juge commanditaire d'un article de presse particulièrement outrageant contre Serigne Cheikh. Il en profite pour, d'une part servir une cinglante "réponse" contre Abdou diouf, et d'autre part faire un réquisitoire particulièrement virulent contre certains marabouts.
Cette sortie de Serigne Moustapha n'a pas été du goût de son oncle Serigne Abdoul Aziz Sy Junior qui invita tous les disciples à effectuer leur prière du vendredi à Tivaouane à la mosquée de Serigne Babacar Sy... Après l'office religieux, il prit la parole pour faire une déclaration particulièrement incendiaire contre Serigne Moustapha. Il le désavoua ainsi de vive-voix et affirma qu'il n'a jamais eu la bénédiction de son père Serigne Cheikh, ni celle des autres membres de la famille. Notons que Serigne Abdou est le porte-parole de toute la famille d'El Hadji Malick.
Du coup, privé « officiellement » du soutien de la famille, Serigne Moustapha se retrouve pratiquement tout seul... mais au moins pouvait-il encore compter sur la caution morale de Serigne Cheikh absent de la scène depuis 1988, et celle de Serigne Pape Malick Sy absent du pays, lui aussi, son oncle paternel, frère cadet de Serigne Cheikh et de Serigne Abdou.

#### Réapparition de Serigne Cheikh
Jusque là, Serigne Cheikh avait toujours gardé ses distances par rapport aux activités de son fils Serigne Moustapha… Mais après la sortie de Serigne Abdou, tous les esprits attendaient sa réaction d'autant qu'ils se disaient que le fils Moustaph n'a jamais eu la bénédiction de son père Al-Maktoum.
Toutefois, en raison des péripéties politico-administratives liées aux sorties virulentes de Serigne Moustapha, et des évènements qui ont suivi, Serigne Cheikh ne put intervenir publiquement. Il a fallu attendre deux années plus tard pour qu'une conférence de sa part soit autorisée. Entre temps, le DMWM est interdit sur tout le territoire national, Serigne Moustapha fit quelques mois de prison... Serigne Cheikh, lors de sa première sortie attendue en 1995, a confirmé tout son soutien à l'égard de Serigne Moustapha. Il en est de même pour Serigne Pape Malick l'autre oncle, qui d'ailleurs avait fait deux fois la prison pour le défendre.
Cette première sortie d'Al-Maktoum fut le point de départ d'une série de conférences (neuf au total) sur un thème unique :  « L'Unicité de Dieu ».

### Les Universités du Ramadan
Les perturbations à l'origine de la dissolution du mouvement Moustarchidine, ont plus ou moins ralenti les activités de Serigne Moustapha. Mais il n'a jamais cessé ses activités, ainsi que les membres de son mouvement dissout ; c'est plutôt Serigne Cheikh qui prit le relais au devant de la scène, avec les conférences sur « L'Unicité de Dieu ».
En 1997 le programme des Universités du Ramadan fut initié. Il s'agit d'un rendez-vous des sommités intellectuelles où, pendant tout le mois du ramadan, des spécialistes se relaient au perchoir pour faire des exposés sur des thèmes d'ordre scientifique, culturel, politique, religieux etc. L'intérêt dans tout cela, est l'esprit d'ouverture qui caractérise cette activité où musulmans et chrétiens, universitaires et érudits confessionnels, acteurs sociaux et hommes politiques... toutes les sensibilités sont invitées à s'exprimer, et chacun selon sa spécialité.
Au début, les cours se tenaient en plein-air, sous une tente et dans un endroit assez spacieux. Mais à partir de 2011, ils sont transférés vers un nouvel édifice baptisé « Université du Ramadan ».
Les cours sont toujours diffusés en direct sur internet et projetés sur écrans géants dans les localités les plus reculées.

### Idéologie
Fabienne Samson qualifie le DMWM de mouvement "néo-confrérique" sénégalais, le distinguant ainsi des confréries traditionnelles.
Trois courants coexistent au sein de ce mouvement : un premier qui est favorable à l'application de la charia, un deuxième qui marque sa neutralité et un troisième qui est tout à fait contre
Ousmane Kane et Leonardo Alfonso Villalón définissent le mouvement des Moustarchidine du Sénégal (le DMWM) par les trois termes suivants : "Confrérisme, Réformisme et Islamisme".
Il est essentiel de noter que la personne de Serigne Cheikh Ahmed Tidiane Sy occupe une place très importante dans la philosophie de Serigne Moustapha.
En 1994, juste après sa sortie de prison, il affirmait à Tivaouane :

« Nous ne sommes ni des terroristes, ni des intégristes. Nous sommes des musulmans. Le mouvement, fidèle à son crédo de défense des principes fondamentaux de l’islam et de l’intégrité morale de la personne de Saïd Cheikh Ahmed Tidiane Sy, ne reculera devant aucun sacrifice pour faire respecter ses objectifs. »

Par conséquent, il serait judicieux de dire qu'il est quelque part un « Cheikhiste » ou « Maktoumiste », par référence à son guide et père, Serigne Cheikh.

## Homme politique
Serigne Moustapha pouvait difficilement être neutre par rapport à la chose politique : en effet, il naquit et grandit dans un environnement où la neutralité est exclue.
Avant sa naissance en 1952, Serigne Babacar Sy, son grand-père et Khalife Général de la Tijanya, soutenait le BDS de Léopold Sédar Senghor contre la SFIO de Lamine Gueye à l'occasion des élections législatives du 17 juin 1951. Position politique qui suscitait beaucoup de débats puisque c'est un chrétien qui était soutenu contre un musulman, et par un khalife musulman de surcroît. Ce choix généra alors des frustrations qui aboutirent à l'attaque de la demeure du khalife… c'était en 1951, soit un an avant sa naissance.
Un peu plus de deux mois avant sa naissance, Serigne Babacar Sy, soutenait encore le BDS contre la SFIO lors des élections territoriales du 30 mars 1952. Encore le problème de religion se posa, mais les responsables du BDS avaient leurs arguments pour se défendre. Ainsi déclaraient-ils à la veille des élections :

« Electeurs musulmans, vous ne voterez pas pour ceux qui
organisent des expéditions punitives contre les domaines sacrés
des khalifes Ababacar Sy à Tivaouane et E.H. Falilou M'Backé à
Touba. Vous ne voterez pas pour ceux qui, dans l'ivresse du
pouvoir que vous avez mis entre leurs mains, conspuent en pleine
municipalité de Dakar, E.H. Seydou Nourou Tall, descendant du
vénérable Cheikh Oumar »

Cette déclaration illustre le climat de tension que vivaient les leaders religieux à l'occasion de ces joutes électorales.
Le 2 janvier 1956, à l'occasion des élections législatives, Serigne Babacar soutenait encore le  BDS, Serigne Moustapha avait quatre ans.
En février 1959, son père Serigne Cheikh crée son parti politique le Parti de la Solidarité Sénégalaise - PSS ; six mois après, il fut emprisonné à la suite de troubles politiques sans précédent. Serigne Moustapha avait sept ans.
En septembre 1963, Serigne Cheikh est emprisonné pour une deuxième fois, lui Moustapha avait onze ans...
Ayant vécu en bas âge ces situations, Serigne Moustapha ne pouvait pas être indifférent à la chose politique.
En 1986 déjà, le discours du mouvement des Moustarchidine devenait de plus en plus virulent envers le régime de Diouf.
En 1987, il dénonce des manœuvres visant à spolier Serigne Cheikh de la SOCOCIM, cimenterie dont il était actionnaire majoritaire. Selon ses dires, "Serigne Cheikh constituait une menace contre les intérêts de certains hommes politiques haut placés qui s'inquiétaient de son aura grandissante et de l'importance de ses capacités financières.". Pour Serigne Moustapha, ces autorités ont pesé de leur poids pour forcer la réduction de la production de la SOCOCIM à 320 000 tonnes alors que c'est 920 000 tonnes qui étaient prévues dans les investissements.

### Élection présidentielle de 1988
Serigne Moustapha ne s'est pas vraiment impliqué dans l'élection de 1988. Il s'est contenté de soutenir Serigne Cheikh dans sa position. En effet, celui-ci avait créé un Mouvement de Soutien pour la Réélection du Président Abdou Diouf. Même s'il n'était pas vraiment d'accord, il ne fit rien pour contrecarrer la position de son père.

### Élection présidentielle de 1993 et évènements qui ont suivi
Cette élection constitue sans doute le summum de l'implication de Serigne Moustapha dans la vie politique. Il fut en effet emprisonné quelques mois après et des dizaines de membres de son mouvement furent incarcérés, sans oublier l'interdiction formelle du DMWM sur tout le territoire national.
Le 13 février 1993, quelques jours avant l'élection, Serigne Moustapha réagit vertement contre un article de presse publié en novembre 1992, par un nouveau journal dénommé La Marche du Continent. Le titre de l'article était : « Les Magouilles de Cheikh Tidiane Sy ».
Serigne Moustapha réagit vivement, d'autant que d'après ses sources, c'est Abdou Diouf qui est le commanditaire de cet article
Alors, il profita de sa conférence de Thiès pour formuler un cinglant réquisitoire contre Diouf.
Quelques jours après, il marque son soutien inconditionnel au candidat du PDS Me Abdoulaye Wade.
Cela a été source de frustrations, non seulement pour les admirateurs du président Abdou Diouf, mais aussi pour les membres de sa famille à l'exception peut être de Serigne Cheikh qui s'est absenté de la scène publique depuis quelques années, et de Serigne Pape Malick Sy qui a marqué plus tard son soutien à Serigne Moustapha.
Ainsi, Serigne Abdoul Aziz Sy "Junior", par un discours particulièrement virulent, a tenu à exprimer tout son désaccord et sa désapprobation
Cela n'a pas pour autant calmé les ardeurs de Serigne Moustapha qui continua à critiquer le régime de Diouf et à soutenir Me Wade.
Après de multiples péripéties, notamment l'assassinat du juge constitutionnel Me Babacar Seye, c'est Abdou Diouf qui est déclaré vainqueur des élections ; mais cela n'a pas été sans péril car pour la première fois, le régime socialiste a perdu Dakar la capitale.

#### Arrestation de Serigne Moustapha
Le 23 octobre 1993, lors d'un meeting du PDS avec Me Abdoulaye Wade, Serigne Moustapha fait un discours en disant que le Sénégal est actuellement aux prises avec trois crises : crise de compétence, crise de confiance, crise d’autorité.
Cette déclaration a conduit à son arrestation, puisque constituant, selon les autorités, un discrédit des institutions et une atteinte à la sûreté de l'État.
Il fut arrêté le 30 octobre 1993,

#### Procès et jugement
Pour son procès prévu le 6 janvier 1994, Moustapha refusa de comparaître car estimant qu'il a été arrêté arbitrairement, donc ils n'avaient qu'à le juger arbitrairement. Ainsi, le 5 janvier déclarait-il de sa cellule de prison :

« Ils m’ont arrêté arbitrairement, ils 
n’ont qu’à me juger arbitrairement.
Si le Sénégal est un pays de droit, de justice et de démocratie, les hommes qui le gouvernent n'arrivent plus à  donner la preuve à l'opinion nationale et internationale.
Si la justice cesse d’être un refuge 
pour les hommes innocents et si la démocratie cesse d’être la légitime 
défense des libertés et des droits du citoyen, alors adieu l’espoir des 
peuples,. »

Finalement, le procès du 6 janvier fut renvoyé au 15 janvier 1994. Serigne Moustapha toujours absent, fut condamné par défaut à une peine d’emprisonnement ferme d'un an et à 200 mille francs d’amande.

#### Évènements du 16 février 1994 et les arrestations qui ont suivi
Organisé par la Coordination des Forces Démocratiques (CFD) qui regroupe plusieurs partis de l'opposition, le meeting du 16 février avait pour but de dénoncer la politique économique du gouvernement, et libérer Serigne Moustapha...
La manifestation a fini par dégénérer, et occasionner ainsi la mort de huit personnes dont six policiers.
Il s'ensuivit plusieurs arrestations dont celles de Me Abdoulaye Wade, Landing Savané, Habib Sy, Serigne Pape Malick Sy et plusieurs dizaines de membres du DMWM,.
Les activités du DMWM furent interdites sur tout le territoire national par arrêté du ministre de l'intérieur Djibo Leïty Ka, le 19 février 1994.

#### Libération des leaders de l'opposition et ultimatum lancé par Serigne Moustapha
Le 5 juillet 1994, les leadeurs de l'opposition furent libérés à la suite d'une éprouvante grève de la faim qu'ils avaient initiée. En effet, ils sont restés plusieurs mois sans être jugé, et que leur culpabilité n'a jamais été établie, spécialement après l'interrogatoire du 29 mars, subi par une soixantaine de détenus moustarchidines.
Seulement, cette libération des leaders de l'opposition a suscité en Serigne Moustapha un sentiment de révolte, en ce que les détenus de son mouvement restaient encore en prison et que leur sort n'était pas à l'ordre du jour.
C'est ainsi que le 8 juillet 1994, il lança un ultimatum au président Abdou Diouf. Il déclarait :

« Si la justice devient 
une entrave aux droits élémentaires des citoyens, si elle ne peut plus 
protéger les honnêtes gens, alors c’est notre devoir de la défier par tous les 
moyens. Vous m’avez condamné en m’accusant de troubler l’ordre public, 
vous serez bientôt édifié sur une autre dimension des troubles à l’ordre 
public. »

— Serigne Moustapha Sy en Prison
Cet ultimatum avait comme date butoir le 16 juillet, date à laquelle devait s'ouvrir le congrès du parti socialiste (PS),.
Entretemps, Me Abdoulaye Wade entreprit une médiation auprès de Serigne Cheikh pour amener Moustapha à renoncer à son ultimatum... Tout compte fait, il n'y a pas  eu d'incident le jour du 16, mais trois jours après, à savoir le 19 juillet, 145 membres du DMWM furent libérés à la suite d'un non-lieu.

#### Libération de Serigne Moustapha
Le 12 septembre 1994, Serigne Moustapha est libéré par grâce présidentielle, grâce qu'il n'a jamais demandée. Déjà à la célébration de la fête de l'indépendance du 4 avril 1994, des rumeurs circulaient par rapport à une possibilité de grâce présidentielle en sa faveur ; il réagissait en disant :

« la grâce, de par sa 
nature, revêt un caractère divin et ne peut, par conséquent, être accordée 
que par une personne à la crédibilité intacte. Pour que la grâce 
présidentielle soit, il faudrait que Abdou Diouf soit le président élu des 
Sénégalais. Il est inutile de constater que c’est le peuple sénégalais qui a 
besoin de grâce ou d’amnistie. Abdou Diouf, partez ! de grâce. »

— Serigne Moustapha Sy de sa cellule de prison
Quelque part, Serigne Moustapha ne s'est jamais considéré comme prisonnier, mais comme quelqu'un qui s'est livré à la suite d'une autorisation de Serigne Cheikh. En effet, lors de son arrestation, il déclare avoir eu Serigne Cheikh au téléphone qui lui demandait de n'opposer aucune résistance. C'est pourquoi après la signification de la grâce, il a refusé de sortir tant qu'il n'aura pas reçu l'autorisation de qui de droit. Alors, Abdoulaye Wade fit les démarches auprès de Serigne Cheikh pour satisfaire à la condition de son allié politique. C'est ainsi que l'autorisation fut donnée.

#### Le sort des autres prisonniers
Le 30 septembre 1994, tous ceux qui sont restés en détention sont relâchés sauf 5 qui furent condamnés à une peine deux ans de prison ferme ou moins.

### Réapparition de Serigne Cheikh et réhabilitation du DMWM
La sortie de Serigne Cheikh était pratiquement une demande sociale, puisqu'il est resté un peu trop longtemps sans être vu en public (plus de sept années selon villalon),, même s'il occupait de temps à autre l'actualité à travers des lettres ouvertes qu'il adressait à Me Abdoulaye Wade.
Sa sortie était d'autant plus attendue qu'elle permettrait d'édifier les Sénégalais sur sa position par rapport à la sortie virulente de son frère Serigne Abdou contre Serigne Moustapha. Sans oublier le fait qu'il devait répondre à la sollicitation de ses nombreux condisciples qui avaient sa nostalgie... l'apothéose provoquée par ses premiers mots « Assalamou aleykoum » lors de sa première sortie, témoigne de la profondeur de l'amour et de l'affection que lui portent ses adeptes. Cette sortie eut lieu le 08 avril 1995.
L'absence de son frère Serigne Abdoul Aziz Sy Junior à cette conférence en disait long sur leur désaccord. En effet, il était extrêmement rare de voir Serigne cheikh en Conférence sans avoir Serigne Abdou à ses côtés...
En définitive, Serigne Moustapha a été réhabilité publiquement par son cheikh qui a béni son ancrage dans l'opposition en lui demandant de ne jamais trahir Me Wade.
Cette sortie d'Al-Maktoum a été suivie de huit autres, toutes sur le même thème : L'Unicité de Dieu... En 1996, le 5 novembre à Tivaouane, il annonce la levée de l'interdiction du DMWM. Cela faisait suite à un rapprochement avec le pouvoir,. Le Ministre de l'Intérieur Djibo Leïti Ka, très influent, n'était plus dans le gouvernement depuis le remaniement du 15 mars 1995. Il finit par quitter le PS pour créer sa propre formation : l'Union pour le Renouveau Démocratique (URD).

### De la création du PUR à la présidentielle de 2000
Créé le 3 février 1998, le PUR a été créé par un sympathisant du nom de Khalifa Diouf.
Le 26 janvier 2000 fut organisé le congrès du PUR et Serigne Moustapha fut porté à la présidence. Khalifa Diouf devint le secrétaire général.
Serigne Moustapha avait des ambitions pour déposer sa candidature à la présidence de la République, mais Serigne Cheikh l'invita à y renoncer lors de la conférence organisée le 29 janvier 2000. Serigne Moustapha accepte mais profite de l'occasion pour demander à Abdou Diouf de quitter le pouvoir pour son salut et celui du Sénégal.
Avant l'élection, Serigne Moustapha réitère son ancrage dans l'opposition en proclamant la fin du régime de Diouf Il maintient sa position, même après l'appel de Serigne Cheikh entre les deux tours pour soutenir Abdou Diouf,.

### Présidentielle 2007
Après avoir contribué à l'élection du président Wade en 2000, Moustapha finit par montrer son insatisfaction à l'égard de ce dernier. Il se garda quand même de trop le critiquer, mais soutint le nouvel opposant Idrissa Seck du parti Rewmi. Cela n'a pas empêché la réélection du président Wade dès le premier tour.

### Élections locales de 2009 pour la ville de Dakar
La revers de 2009 n'a pas dissuadé Moustapha dans son statut d'opposant au régime libéral de Me Wade. C'est ainsi qu'aux élections locales de 2009, pour la conquête de Dakar, il porte son choix sur la candidat de l'opposition Khalifa Sall, au détriment du maire sortant Pape Diop. Son candidat finit par remporter les élections.

### Présidentielle de 2012
Cette échéance est marquée par une circonspection inhabituelle de Serigne Moustapha. Malgré les attentes des uns et des autres, le leader du PUR a préféré ne pas se prononcer en faveur d'un quelconque candidat. Le régime sortant de Wade chercha à décrocher son soutien, mais semble-t-il, n'est pas arrivé à le convaincre,,.
Même Idrissa Seck, son candidat de 2007, n'a pas bénéficié de son soutien ; il semblerait que beaucoup d'eau a coulé sous les ponts entre 2007 et 2012.

### Locales 2014
Comme en 2009, il soutient encore Khalifa Sall pour la ville de Dakar. Encore une fois, c'est Khalifa qui rempile face à la candidate fort charismatique de Benno Bokk Yaakaar : La première ministre Aminata Touré.

### Législatives 2017
Pour la première fois, Serigne Moustapha engage un combat politique sous sa propre bannière, le PUR, et sans coalition. Avec Issa Sall comme tête de liste nationale, le PUR crée la surprise en arrivant quatrième après les grandes coalitions,.
Ainsi, encore pour la première fois enverra-t-il des représentants à l'assemblée avec trois sièges gagnés au scrutin proportionnel.

### Présidentielle 2019
Sur 27 candidatures déclarées, celle du PUR fait partie des cinq retenues par le Conseil Constitutionnel, après le filtre des parrainages.
Parti sans coalition, le candidat Issa Sall arrive quatrième après Macky Sall de l'APR, Idrissa Seck de Rewmi et Ousmane Sonko du Pastef.

### Élections locales 2022
Pour ces joutes électorales, le PUR s'engage avec la coalition Yewwi Askan Wi (YAW), principalement composée du Pastef, de Manko Taxawu Sénégal (en) ainsi que d'autres partis et mouvances de l'opposition.
À la suite du scrutin, la coalition YAW remporte plusieurs grandes villes dont Thiès, Ziguinchor, Diourbel et Dakar la capitale.
La coalition BBY a plutôt gagné la majorité des départements surtout à l'intérieur du pays.

### Législatives 2022
Toujours avec la coalition Yewwi Askan Wi dont il est membre fondateur, le PUR participe aux législatives avec plusieurs de ses militants investis sur les listes électorales.
Au finish, le Yewwi Askan Wi obtient 32% des suffrages exprimés alors que le BBY, la coalition du président Macky Sall perd la majorité absolue en obtenant 46% des voix. Wallu Sénégal, la coalition de Me Abdoulaye Wade obtient 14%.
En définitive, le PUR s'en sort avec onze (11) députés sur les 165 que compte l'assemblée.

## Opérateur économique
Au-delà des aspects politiques et religieux, Serigne Moustapha intervient également dans les activités de développement socio-économique en investissant dans la microfinance.
Après la création de l'Association « Synergie Femmes » par ses soins, l'outil principal qu'il mit en place est le MECSYF (Mutuelle d'Épargne et de Crédit de l'Association Synergie Femmes), agréée en 2002.,,.
Cette initiative est donc une façon pour lui de lutter contre la pauvreté et d'aider particulièrement les femmes à obtenir des financements pour mieux prendre en charge leur avenir.

## Vecteur médiatique
À partir de l'année 2012, et à travers le GMC (Groupe Mourchid Communication), Serigne Moustapha marque sa présence dans le monde des médias avec des outils de communication à vocations éducative et généraliste.
Il s'agit notamment de la chaîne de télévision « Mourchid TV » basée à Dakar et qui émet sur le canal 66 et la chaîne « Mourchid FM » qui émet à Tvaouane (87.6), Mbour (100), Kaolack (90.4), Tambacounda (92.3), Saint-Louis (90.6) et Diourbel (93.3).

## Éducateur académique
Les locaux de l'Université du Ramadan abritent une entité pédagogique dénommée « AL IRCHAD ». Il s'agit d'un institut franco-arabe d'enseignement général qui propose des cours académiques de niveaux primaire et secondaire.
Cet institut est agréé par l'État du Sénégal. Il propose des candidats aux examens d'État et obtient des taux de réussite assez appréciables : 100% en général.

## Controverses
Serigne Moustapha compte aussi des antagonistes qui n'hésitent pas à le critiquer dans des domaines variés.

### Insoumission à l'autorité centrale de Tivaouane
De toute sa famille biologique, il est pratiquement le seul à faire cavalier seul. Tous les autres acceptent l'autorité de l'aîné de la famille, le Khalife Général.
Ainsi, durant la pandémie de la Covid, malgré la décision du Khalife du suspendre les grandes manifestations à Tivaouane, Serigne Moustapha décida quand même d'organiser son gamou, c'est-à-dire le Mawlid ou la célébration de la naissance du prophète.

### Fanatisme ou excès commis par certains disciples
Serigne Moustapha occupe souvent l'actualité en raison du comportement relativement violent de certains de ses disciples. Deux cas illustrent ce fait :
- Le saccage des locaux du journal Les Échos
Pour avoir diffusé l'information selon laquelle Serigne Moustapha serait atteint de Covid, les locaux du journal les Échos furent saccagés par des supposés disciples du cheikh.
Les coupables furent libérés sous caution, après un peu moins d'une année de détention.
- Bagarre à l'Assemblée nationale
Une députée à l'Assemblée nationale a été physiquement malmenée par deux représentants du PUR, pour avoir tenu des propos jugés offensants à l'égard de leur leader.
Ces deux députés ont été jugés et condamnés en première instance à six mois de prison.

### Mysticisme ou le pouvoir spirituel
Al-Mourchid est parfois critiqué par rapport à son discours beaucoup trop teinté de mysticité.
Ainsi a-t-il déclaré avoir, par ses propres procédés, destitué mystiquement les présidents Diouf et Wade, et que Macky Sall serait encore à sa portée... Même s'il affirme que tout changement dépend d'abord de Dieu.

### Rapports difficiles avec l'État
Le DMWM, surtout dans les années 1993, 1994 n'a pas manqué de susciter des inquiétudes pour la stabilité intérieure. C'est ainsi que les services de sécurité furent activés pour infiltrer le mouvement. Après plusieurs tentatives infructueuses, des accès périphériques ont permis d'acquérir quelques informations.
Le colonel Abdoul Aziz Ndaw a affirmé qu'une campagne médiatique a été initiée pour discréditer le mouvement et "salir le comportement play-boy de certains de ses dirigeants" en vue d'amener le guide spirituel, Serigne Cheikh, à la table de négociation